# Parafia Matki Bożej Królowej Polski w Krakowie (Zwierzyniec)
Parafia Najświętszej Maryi Panny Królowej Polski w Krakowie – parafia rzymskokatolicka dekanatu Kraków-Salwator, archidiecezji krakowskiej, na Woli Justowskiej, przy alei Panieńskich Skał 18.

## Historia parafii
XVI wieczny, drewniany kościółek w Komorowicach, jeden z najpiękniejszych pomników ciesiołki, rozebrany został w 1948 roku, a następnie przeniesiony na Wolę Justowską w latach 1949–1950 i postawiony na terenie przeznaczonym przez władze wojewódzkie na Muzeum Budownictwa Drewnianego „Skansen” jako zabytek, ale równocześnie kościół parafialny.
Stary kościół spłonął w nocy z 13 na 14 lipca 1978. Odtworzono wiernie drewnianą konstrukcję starego kościoła z Komorowic i kościół został na nowo konsekrowany w 1984. Ta budowla z kolei spłonęła w nocy z 5 na 6 kwietnia 2002. Ocalała z pożaru jedynie murowana krypta.
Nabożeństwa odbywająca się w kaplicy dolnej.
Od 2006 roku, parafia rozpoczęła starania mające na celu budowę nowego kościoła.

## Proboszczowie
- ks. Józef Joniec (1948–1951)
- ks. Henryk Dorembowicz (1951–1969)
- ks. Jakub Stożek (1969–1974)
- ks. Edward Broszkiewicz (1974–1979)
- ks. Stanisław Kolarski (1979–1982, administrator)
- ks. Stanisław Kolarski (1982–2002)
- ks. Adam Ogiegło (2002–2006)
- ks. Roman Łędzki (od 2006)

## Wspólnoty parafialne
- Duszpasterska Rada parafialna
- Służba Liturgiczna Ołtarza
- Katolickie Stowarzyszenie Młodzieży Oddział na Woli Justowskiej
- Wspólnota Żywego Różańca
- Domowy Kościół
- Schola dziecięca
- Schola młodzieżowa
- Zespół „Caritas”

## Zasięg parafii
Ulice: Agrestowa, Baranieckiego Adriana, Becka Józefa, Berberysowa, Bodziszkowa, Cedrowa, Chełmska, Chwistka Leona, Ciechanowskiego Stanisława, Cisowa, Czecha Bronisława, Czeremchowa, Dolina, Estreicherów, Grabowa, Halki, Hamernia, Jeleniowa, Jesionowa, Jontkowa Górka, Junacka, Jurowicza Jerzego, Kasztanowa, Kogucia, Koło Strzelnicy, Kopalina, Kopery Feliksa, Korbutowej Ludmiły, Kotkrczyków Jana i Józefa, Krańcowa, Królowej Jadwigi nry parzyste 228‑328 i nieparzyste 191‑327, Kukułcza, Leśna, Lisia, 28 Lipca, Łazarskiego Jana, Malownicza, Marynarska, Migdałowa, Modrzewiowa, Morelowa, Mrówczana, Nad Zalewem, Nasza, Na Wierzchowinach, Niezapominajek, Nitscha Kazimierza, Olszanicka, Orla, Orna, Oświęcimska, Pamiętna, Panieńskich Skał, Podłącze, Podłużna, Pod Stokiem, Pod Sulnikiem, Poniedziałkowy Dół, Poręba, Przesmyk, Przyjemna, Przyszłości, Pylna, Rogalskiego Tadeusza, Rysi Stok, Rzepichy, Sarnie Uroczysko, Sosnowa, Starowolska, Świerkowa, Wilczy Stok, Wiosenna, Zakamycze, Zarudawie, Za Skłonem, Zielony Dół.